# Billy Bob Thornton
Billy Bob Thornton (* 4. srpna 1955 Hot Springs, Arkansas) je americký herec, scenárista, režisér a hudebník.
Za scénář k filmu Sling Blade získal Oscara za nejlepší adaptovaný scénář. Byl to snímek, který prudce akceleroval jeho kariéru. Do paměti diváků se pak zapsal v trhácích Armageddon, vánoční komedii Santa je úchyl (zde získal i nominaci na Zlatý glóbus) či jako americký prezident ve vánoční klasice Láska nebeská. Odborníci nejvíce ocenili jeho výkony ve filmech Smrtící bumerang (nominace na Oscara za herecký výkon v hlavní roli), Jednoduchý plán (nominace na Oscara za vedlejší roli), Banditi (nominace na Zlatý glóbus) či Muž, který nebyl (nominace na Zlatý glóbus).
Jako zpěvák vydal čtyři sólová alba a několik dalších s bluesovou kapelou The Boxmasters.
Pozornost médií na sebe upoutal i manželstvím s herečkou Angelinou Jolie v letech 2000–2003.